# Антиінфляційна політика
Антиінфляці́йна полі́тика — комплекс взаємопов'язаних заходів і важелів держави й центрального банку країни з метою запобігання високим темпам інфляції та управління нею на незагрозливому для стабільності економічної системи рівні.

## Теоретичний Аспект
Негативні соціальні й економічні наслідки інфляції змушують уряди різних країн проводити певну економічну політику. Значна увага завжди приділялася державою регулюванню грошової маси. Антиінфляційна політика нараховує багаті асортименти найрізноманітніших грошово-кредитних, бюджетних мір, податкових заходів, програм стабілізації й дій по регулюванню й розподілу доходів.
Оцінюючи характер антиінфляційної політики, можна виділити в ній три загальних підходи. У рамках першого (пропонованого прихильниками сучасного кейнсіанства) передбачається активна бюджетна політика — маневрування державними витратами й податками з метою впливу на платоспроможний попит: держава обмежує свої витрати й підвищує податки. У результаті скорочується попит, знижуються темпи інфляції. Однак, одночасно може відбутися спад інвестицій і виробництва, що може привести до застою й навіть до явищ, зворотним до спочатку поставлених цілей, розвитися безробіття.
Бюджетна політика проводитися й для розширення попиту в умовах спаду. При недостатньому попиті здійснюються програми державних капіталовкладень і інших витрат (навіть в умовах значного бюджетного дефіциту), знижуються податки. Уважається, що в такий спосіб розширюється попит на споживчі товари й послуги. Однак стимулювання попиту бюджетними засобами, як показавши досвід багатьох країн в 60-70ті роки, може підсилювати інфляцію. До того ж більші бюджетні дефіцити обмежують урядові можливості маневрувати податками й витратами.
Другий підхід рекомендується авторами-прихильниками монетаризму в економічній теорії. На перший план висувається грошово-кредитне регулювання, побічно й гнучко впливає на економічну ситуацію. Цей вид регулювання проводиться непідконтрольним уряду національним банком, що визначає емісію, змінює кількість грошей в обігу й ставки позичкового відсотка. Прихильники цього підходу вважають, що держава повинна проводити дефляційні заходи для обмеження платоспроможного попиту, оскільки стимулювання економічного росту й штучна підтримка зайнятості шляхом зниження природного рівня безробіття веде до втрати контролю над інфляцією.
Намагаючись приборкати інфляцію, що вийшла з-під контролю, уряди багатьох країн, починаючи з 60-х років, проводили так називану політику цін і доходів, головне завдання якої власне кажучи зводиться до обмеження заробітної плати — третій метод. Оскільки ця політика означає адміністративну, а не ринкову стратегію боротьби з інфляцією, вона не завжди досягає оголошеної мети.

## Методи подолання інфляції
Для подолання інфляції й формування ефективної політики стабілізації національної валюти вироблено цілий ряд методів. Серед них найбільш поширеними є: нуліфікація, ревалоризація і реставрація, девальвація, дефляція.
Найчастіше використовується нуліфікація знецінених грошей. Вона означає ліквідацію старих грошових знаків, вилучення їх із обігу і заміну їх новими грошовими знаками, як правило, в меншій кількості. Цим методом скористалась Україна в 1996 p., запровадивши в обіг нову грошову одиницю — гривню.
Протилежним до нуліфікації є метод стабілізації національної валюти з допомогою ревалоризації і реставрації. Ревалоризація означає процес відновлення доінфляційної вартості паперових грошей з метою стабілізації і підвищення курсу національної валюти. Нині у її здійсненні провідним методом є поступова реставрація валюти, тобто відновлення доінфляційної купівельної спроможності та курсу національної валюти щодо інших вільноконвертованих валют. Водночас у країні реалізується цілий комплекс заходів для оздоровлення національної економіки, спрямованих насамперед на збільшення виробництва високоякісних, конкурентно-здатних товарів.